# Coelichneumon delirops
Coelichneumon delirops là một loài tò vò trong họ Ichneumonidae.